# 9724 Villanueva
A 9724 Villanueva (ideiglenes jelöléssel (9724) 1981 EW17) a Naprendszer kisbolygóövében található aszteroida. Schelte J. Bus fedezte fel 1981. március 2-án.